# Museo Eliseo Bolívar
El Museo Arqueológico Eliseo Bolívar se encuentra en la localidad colombiana de Belén de Umbría, departamento de Risaralda.

## Eliseo Bolívar Velásquez
El Señor Eliseo Bolívar Velásquez nació en el año de 1883 en Jericó Antioquia y emigraron hacia San Antonio del Chamí, área rural de Mistrato, hijo de José Vicente Bolívar e Idelfonsa Velásquez, colonizadores antioqueños que llegaron a esta región en busca de nuevas oportunidades. Luego se trasladó al caserío de Arenales hoy en día, Belén de Umbría. Eliseo se convirtió en una persona autodidacta y avanzada para la época.
Su amor a las artes y la cultura lo llevó a coleccionar gran cantidad de elementos que hoy en día son reliquias de la fundación del municipio; de la misma manera escribió crónicas sobre la fundación del poblado así como la de sus fundadores.
Fue partícipe de la junta fundadora del Caserío de Arenales; además, fue nombrado concejal donde impulsó grandes obras que permitieron el desarrollo de la localidad, y lo que es hoy Belén de Umbría.

## Historia
El museo Eliseo Bolívar fue creado en el año 1942, aparece por inquietud de su hijo el Señor Carlos Bolívar. Una vez muere su padre Eliseo quien fue el gran creador, Carlos se encarga de darle organización y forma. A inicios de los años 80 Carlos Bolívar fallece y el museo es heredado por la familia Gil Bolívar quien lo conserva hasta la época.

## Ubicación
En la actualidad está ubicado en la Casa Finca llamada la Arboleda construida en el año 1894 de propiedad de la Familia Gil Bolívar en Belén de Umbría, Risaralda, salida al Municipio de Mistrato. Cuenta con una plazoleta y abundantes jardines que le conforman un atractivo más de lugar.

## Salas

### Sala 1 Fotografía Histórica

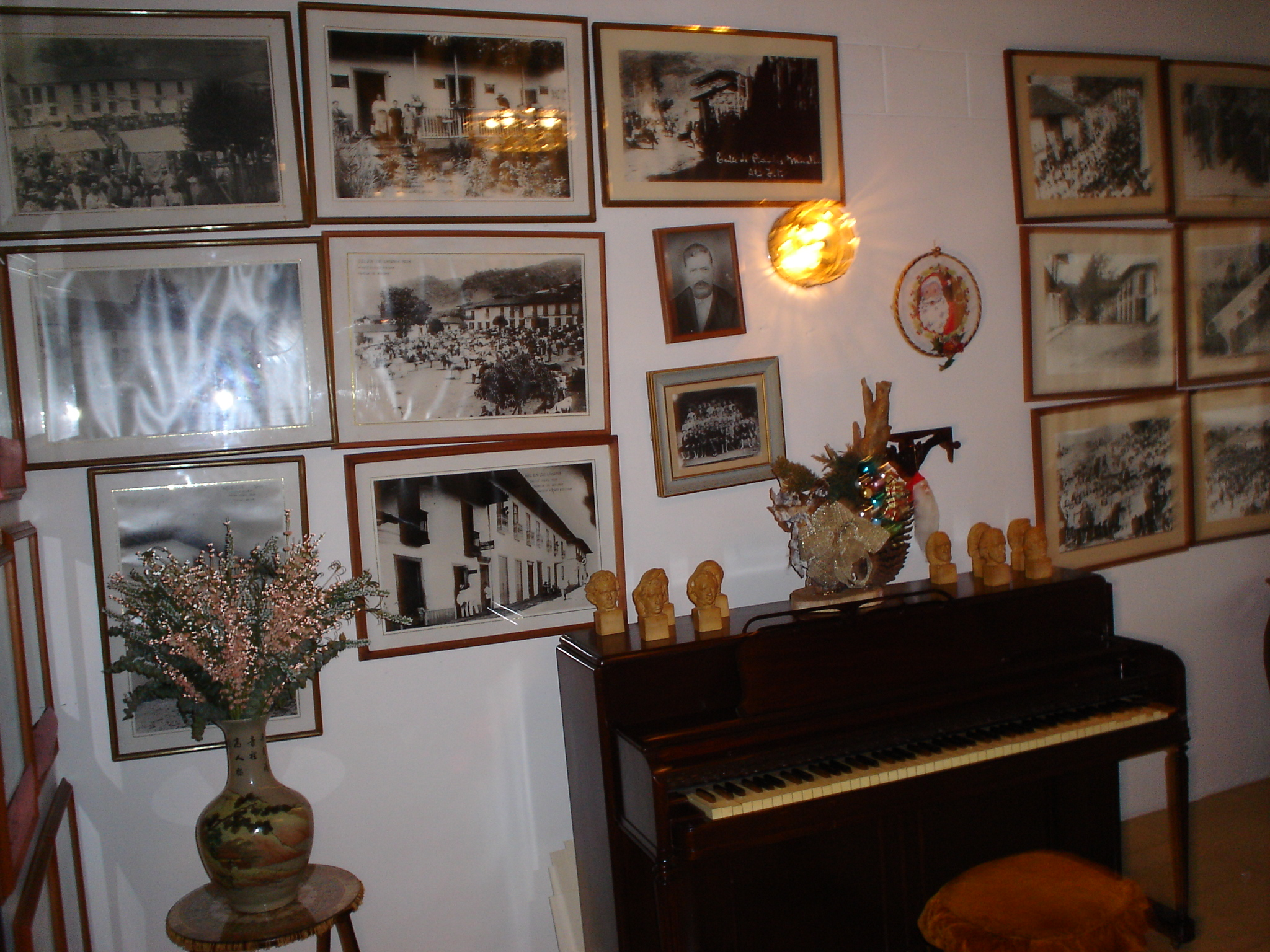
Sala 1 de Fotografía Histórica Museo Eliseo Bolívar Velásquez, Piano donde se compuso el Himno de Belén de Umbría.

Está compuesta por una colección de fotografías de Belén de Umbría desde principio del siglo XX hasta los años 50, de la misma manera las fotografías de los fundadores de la localidad. Algunos elementos de época como victrola y un piano marca Chicago 1932, en el cual se compuso el Himno al Municipio por don Carlos Antonio Bolívar Guevara

### Sala 2 Biblioteca
Biblioteca organizada por don Eliseo Bolívar desde su juventud, llegó a tener hasta 5.000 ejemplares con libros y ediciones que recibía hasta de varios países. Además, mantenía permanente correspondencia con dirigentes de la política y otras actividades de Antioquia y Bogotá. Pero un sacerdote del lugar lo obligó en 1930 a incinerar más de 2.000 libros pues, según el clérigo, tenían contenido oscuro, de masonería y también de Vargas Vila, prohibidos por la Iglesia en aquellas épocas. Actualmente reposan allí libros pertenecientes al virreinato de la nueva granada y que formaron parte de la biblioteca de Tomás Cipriano de Mosquera, un ejemplar del primer Código Penal militar de finales del siglo XIX. Memorias de Napoleón primera versión en español 1821, y la monografía del Rosario, pueblo que desapareció en los límites de Risaralda Caldas y Antioquia y en el cual se inspirara la novela La casa de las dos Palmas de Manuel Mejía Vallejo con el nombre de Balandú.

### Sala 3 Antigüedades Paisas
Colección de Cuadros que adornaban los corredores de las casas cafeteras al igual que utensilios y electrodomésticos que comenzaban a llegar al naciente municipio de Belén de Umbría y algunos elementos de épocas de la colonización Antioqueña. La Guanábana o vaso sagrado de los umbrá, cáliz con el que se celebró la primera misa en Belén el 4 de octubre de 1894, cuadros religiosos de la colonia y colección de fotografía antigua, así mismo cuenta con una gran colección de piezas arqueológicas halladas en la región.

### Sala 4 Oratorio

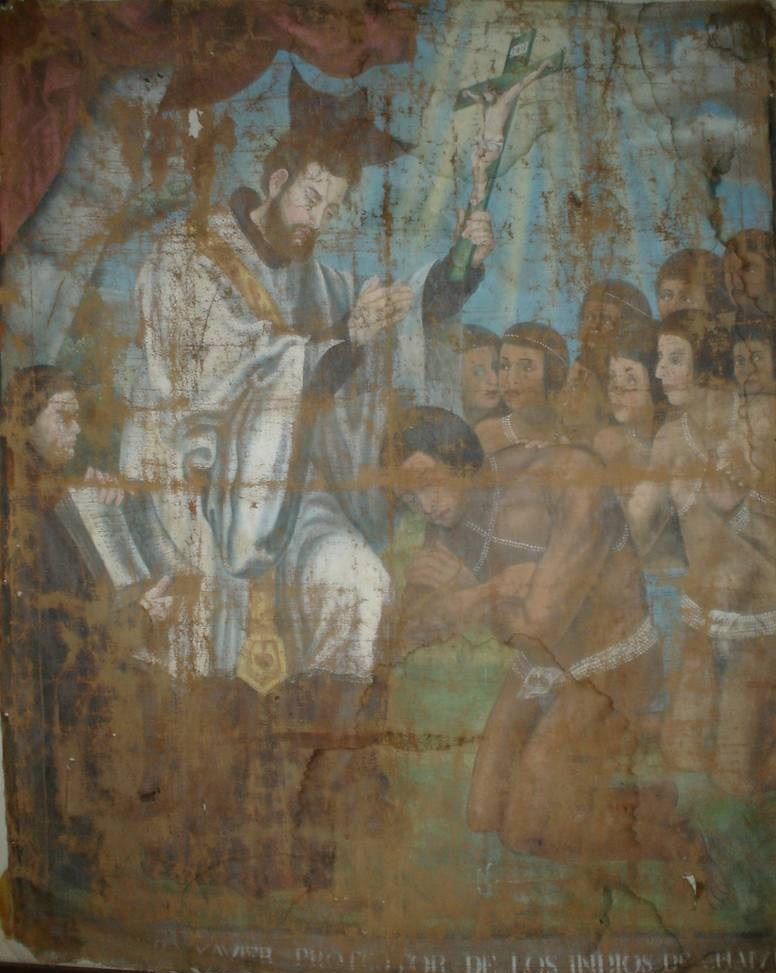
Francisco Javier, Protector de los Indios del Chamí, Óleo pintado en septiembre de 1734, al parecer único en Colombia donde se retratan indígenas Museo Eliseo Bolívar.

Fieles a las tradiciones religiosas de la región, la casa conserva el oratorio que perteneció a la matrona doña Ofelia Bolívar y donde se conservan algunas imágenes al igual que cuadros de época de la colonia como San Francisco Javier Protector de los Indios del Chamí (1734) el cual al parecer formó parte de la iglesia de San Juan del Chamí y San Miguel Arcángel y una imagen en madera de la virgen que en algún momento estuvo en el poblado de Tachiguí y un Cristo de madera que ha estado en la familia bolívar durante más de 200 años.

### Sala 5 Arqueología

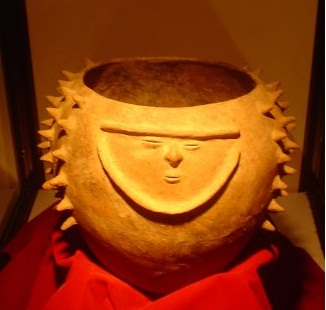
Figura Antropo-Fito-Morfa o conocida como la guanavana vaso sagrado de los Umbrá Museo Eliseo Bolívar.

Aquí se albergan una gran colección de cerámica precolombina de la cultura Umbrá, en especial el vaso sagrado de este pueblo, llamado vulgarmente la Guanábana por su parecido con esta fruta de la región, la cual fue hallada por el señor Francisco Agudelo, oriundo de Támesis (Antioquia) en la vereda de Santa Emilia de Belén de Umbría en el año de 1942 y fue donada a don Carlos Antonio Bolívar Guevara.
En este mismo lugar se conserva algunas colecciones de numismática internacional y algunos elementos de interés histórico para la región.  

Interior Museo Eliseo Bolívar
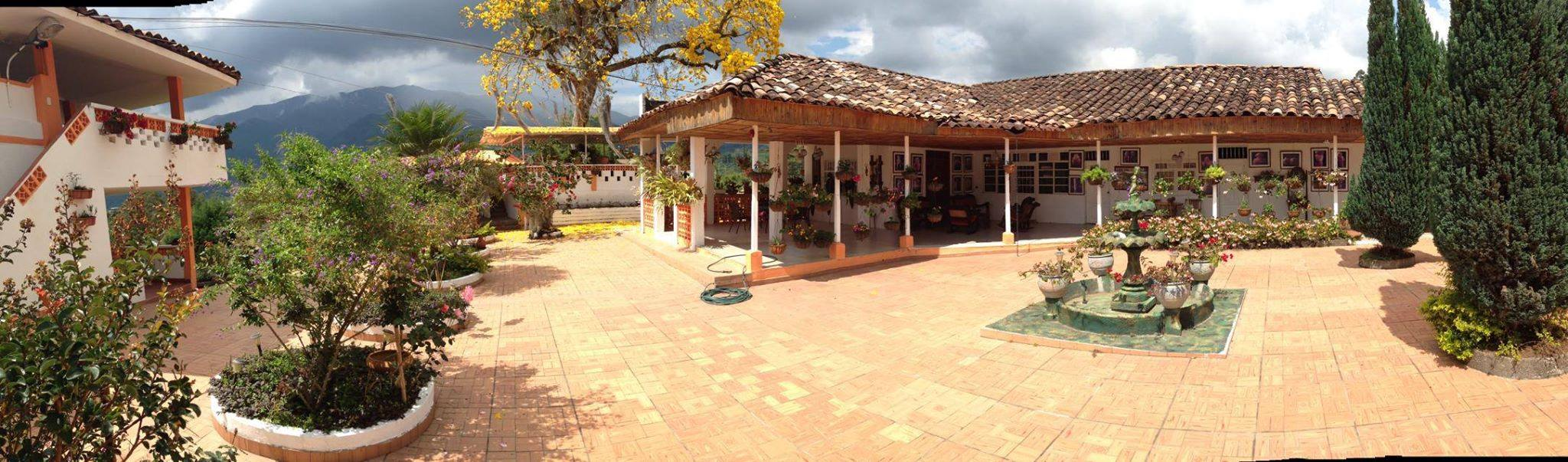
Plazoleta Museo Eliseo Bolívar

- Datos: Q6033308